# Wahlenbergia capensis
Wahlenbergia capensis är en klockväxtart som först beskrevs av Carl von Linné, och fick sitt nu gällande namn av A.Dc. Wahlenbergia capensis ingår i släktet Wahlenbergia och familjen klockväxter. Inga underarter finns listade i Catalogue of Life.

## Bildgalleri

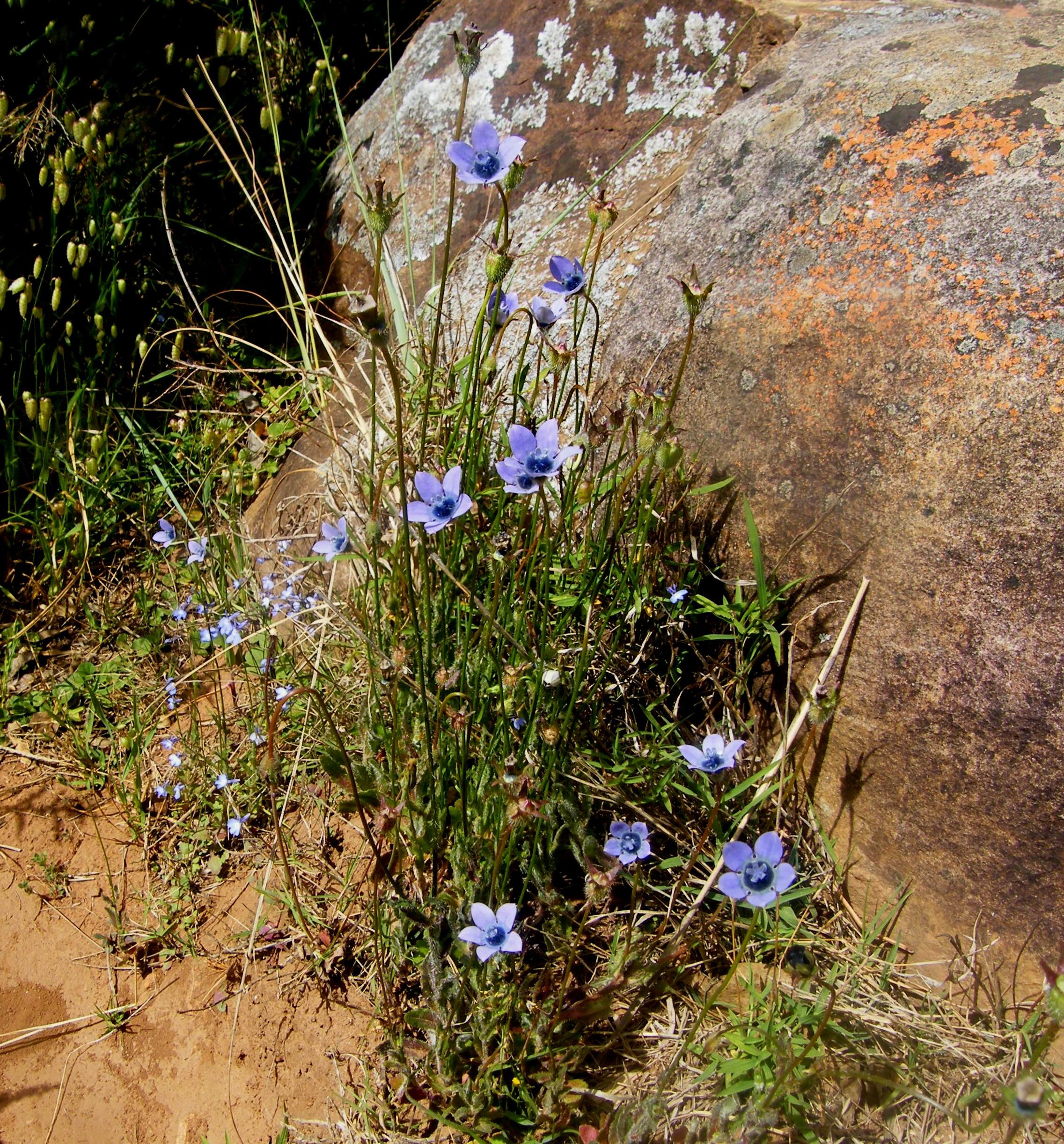
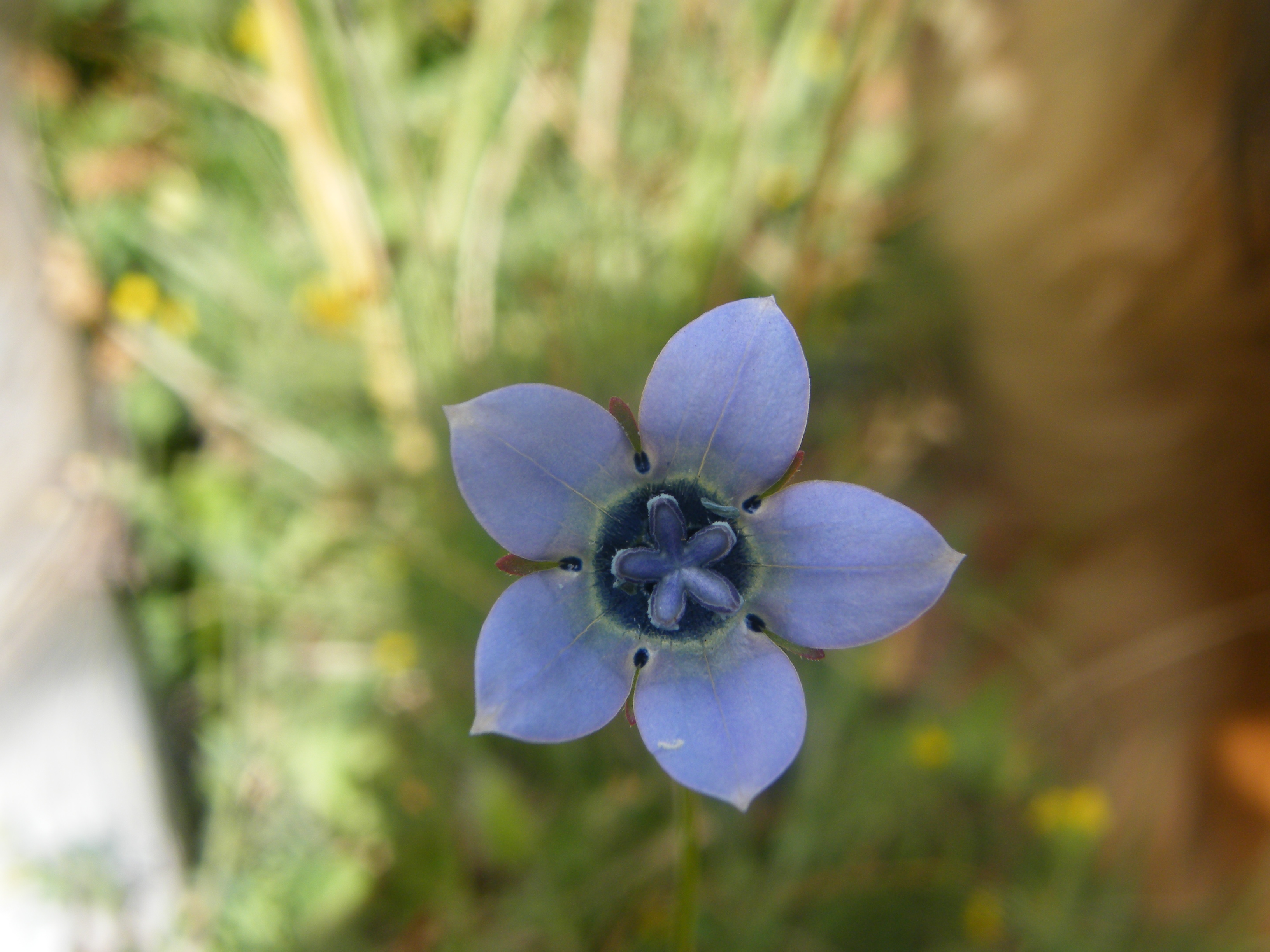